# Tina Cousins
Tina Cousins (født 20. april 1974 i Leigh-on-Sea, Essex) er en engelsk singer-songwriter og tidligere fotomodel.
Hun fik sit gennembrud, da hun i 1998 medvirkede på Sash!'s single "Mysterious Times". Hun har senere indspillet singler i eget navn og har i alt haft fem singler med på den britiske top 20-hitliste. Hun har udgivet to albums, Killing Time fra 1999 og Mastermind fra 2005. 